# Cecilia Almeida Salles
Cecilia Almeida Salles é doutora em Linguística Aplicada e Estudos de Línguas pela Pontifícia Universidade Católica de São Paulo (1990), onde atualmente ministra aulas do Programa de Pós-Graduação em Comunicação e Semiótica. Também é coordenadora do Centro de Estudos de Crítica Genética da PUC/SP. Já ministrou diversos cursos e palestras acerca de temas relacionados à comunicação e linguística.
Possui dezenas publicações, entre elas o livro Gesto Inacabado: Processo de criação artística (1998), Crítica Genética: Uma (nova) introdução (São Paulo, Educ, 2000), e Redes da Criação: Construção da obra de arte (2006).